# Va au diable
 (juillet 2025).
Pour plus de détails, voir Fiche technique et Distribution.
Va au diable est un court métrage de Denis Parent produit par Cinétel en 1999.

## Synopsis
Une jeune femme droguée rencontre le Diable dans son sommeil.

## Distribution
- Philippe Dana
- Olivia Guilmard-Reynaud
- Claude Carré